# Arzignano
Arzignano – miasto i gmina we Włoszech, w regionie Wenecja Euganejska, w prowincji Vicenza.
Według danych na rok 2004 gminę zamieszkiwało 22 936 osób, 674,6 os./km².
W mieście urodził się włoski żużlowiec Armando Castagna.